# اهیگال دو ویلارینو
اهیگال دو ویلارینو (به اسپانیایی: Ahigal de Villarino) یک شهرستان در اسپانیا است که در سالامانکا واقع شده‌است.